# Hệ thống báo cháy

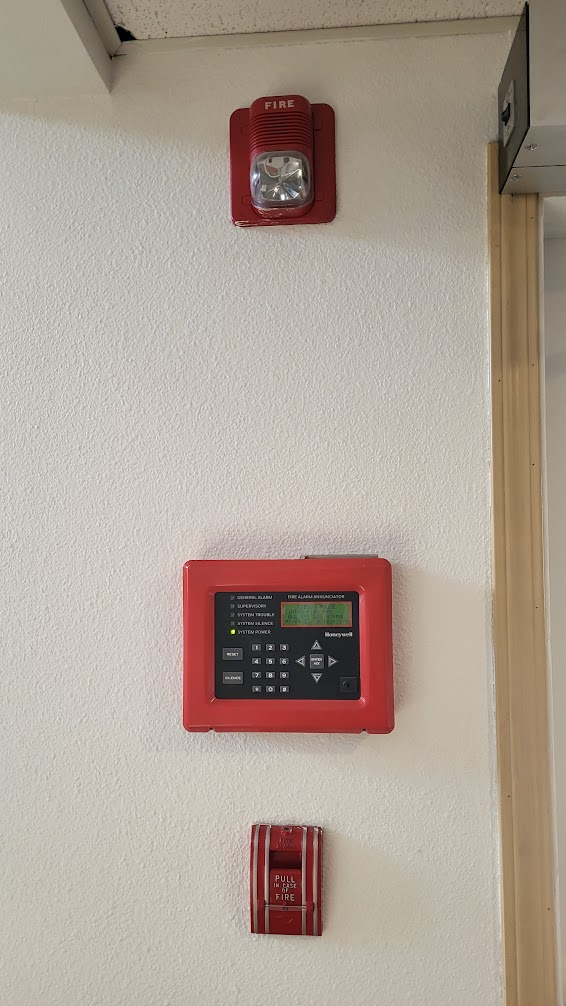
Hệ thống báo cháy

Hệ thống báo cháy là một hệ thống thiết bị an toàn được thiết kế để phát hiện và cảnh báo mọi người về sự hiện diện của khói, lửa, carbon monoxide hoặc các trường hợp khẩn cấp khác liên quan đến hỏa hoạn. Hệ thống này được yêu cầu ở hầu hết các tòa nhà thương mại và một số tòa nhà dân cư.
Hệ thống báo cháy có thể bao gồm các đầu báo khói, đầu báo nhiệt và thiết bị kích hoạt báo cháy thủ công. Các đầu báo cháy này được kết nối với trung tâm báo cháy (FACP), thường được đặt trong phòng điện hoặc phòng bảng điều khiển. Hệ thống báo cháy sử dụng các tín hiệu cảnh báo hình ảnh và âm thanh để cảnh báo mọi người về đám cháy.